# Marquess of Crewe

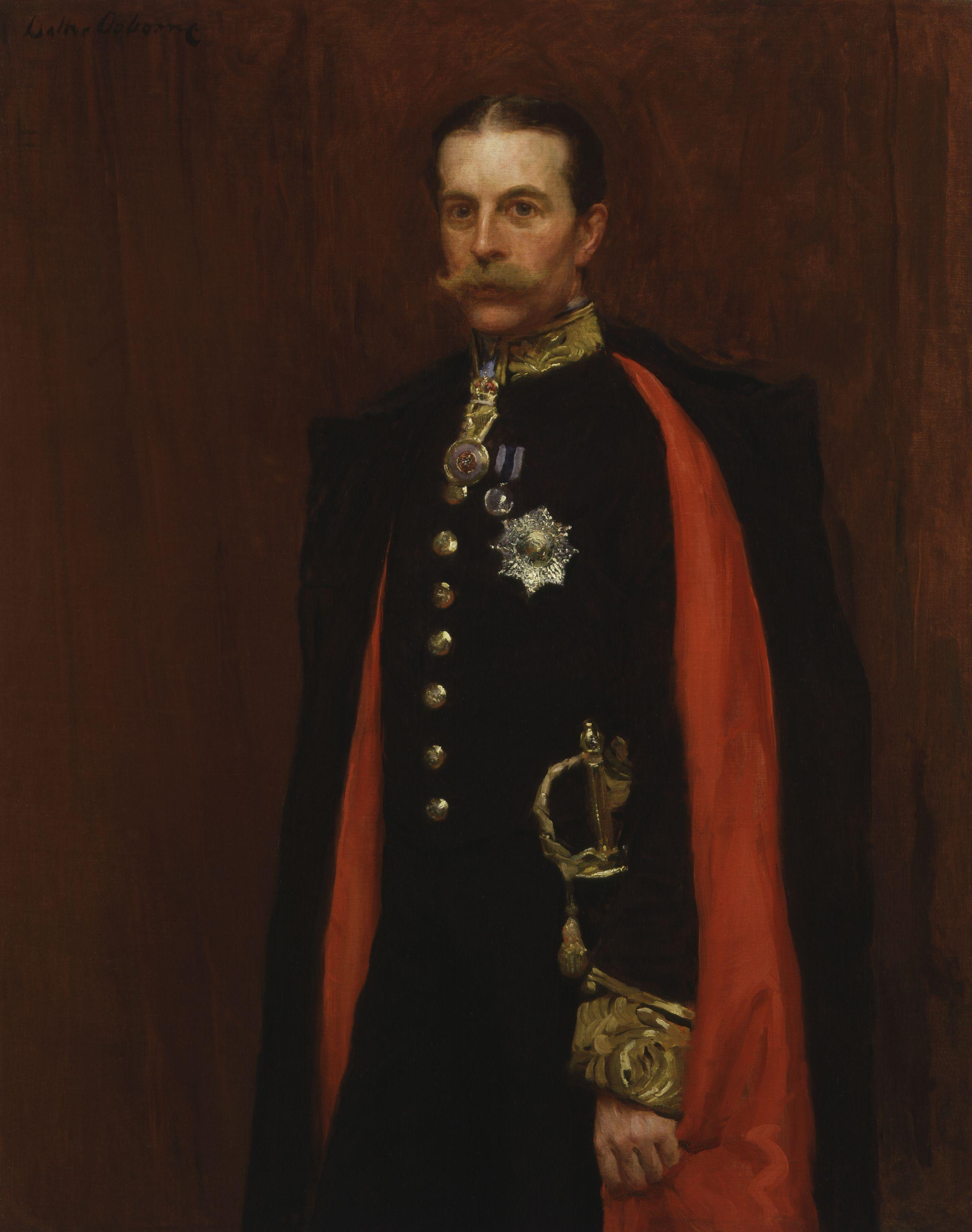
Robert Crewe-Milnes, 1. Marquess of Crewe; Gemälde vor 1903

Marquess of Crewe war ein erblicher britischer Adelstitel in der Peerage of the United Kingdom.

## Verleihung
Der Titel wurde am 3. Juli 1911 für Robert Crewe-Milnes, 1. Earl of Crewe, geschaffen.
Die beiden Söhne des 1. Marquess starben vor ihrem Vater, so dass der Titel bei dessen Tod am 20. Juni 1945 erlosch.

## Nachgeordnete Titel
Der 1. Marquess hatte bereits beim Tod seines Vaters 1885 dessen Titel Baron Houghton, of Great Houghton in the West Riding of the County of York, der am 20. August 1863 für diesen geschaffen worden war. 1895 war ihm zudem der Titel Earl of Crewe, of Crewe in the County Palatine of Chester, verliehen worden. 1911 wurde ihm zusammen mit der Marquesswürde der Titel Earl of Madeley, in the County of Stafford, verliehen. Letzterer wurde vom Heir Apparent des Marquess als Höflichkeitstitel geführt. Alle genannten Titel gehörten zur Peerage of the United Kingdom und erloschen zusammen mit dem Marquessate 1945.

## Sonstiges
Der 1. Marquess hatte beim Tod seines Onkels mütterlicherseits Hungerford Crewe, 3. Baron Crewe im Jahr 1894 dessen Vermögen, einschließlich des Familienanwesens Crewe Hall geerbt, nicht aber dessen Titel Baron Crewe, welcher erlosch. Im selben Jahr hatte er den Familiennamen Crewe in seinen Nachnamen aufgenommen.

## Liste der Marquesses Crewe und Barone Houghton

### Barone Houghton (1863)
- Richard Monckton Milnes, 1. Baron Houghton (1809–1885)
- Robert Milnes, 2. Baron Houghton (1858–1945) (1895 zum Earl of Crewe und 1911 zum Marquess of Crewe erhoben)

### Marquess of Crewe (1911)
- Robert Crewe-Milnes, 1. Marquess of Crewe (1858–1945)